# Guy Deutscher
Guy Deutscher (hebr. ‏גיא דויטשר‎; ur. 1969 w Tel Awiwie) – izraelski językoznawca.
Studiował matematykę na Uniwersytecie w Cambridge. Później uzyskał doktorat z zakresu językoznawstwa.
Jest honorowym pracownikiem naukowym w Szkole Języków, Językoznawstwa i Kultur na Uniwersytecie Manchesterskim. Wcześniej był zatrudniony jako specjalista z zakresu lingwistyki historycznej w St John’s College (Cambridge) oraz w Katedrze Języków Starożytnych Bliskiego Wschodu na Uniwersytecie w Lejdzie.
Jest ojcem kompozytorki Almy Deutscher.

## Wybrana twórczość
- Syntactic Change in Akkadian: the evolution of sentential complementation (2000)
- The Unfolding of Language: an evolutionary tour of mankind’s greatest invention (2005)
- Through the Language Glass: why the world looks different in other languages (2010)